# Республика Конго на летних Олимпийских играх 1964
Республика Конго принимала участие в Летних Олимпийских играх 1964 года в Токио (Япония) в первый раз за свою историю, но не завоевала ни одной медали. Сборную страны представляли два легкоатлета.

## Результаты

### Лёгкая атлетика
Мужчины
| Спортсмен  | Соревнование | Первый раунд/ квалификация | Первый раунд/ квалификация | Четвертьфинал        | Четвертьфинал        | Полуфинал            | Полуфинал            | Финал                | Финал                |
| Спортсмен  | Соревнование | Результат                  | Место                      | Результат            | Место                | Результат            | Место                | Результат            | Место                |
| ---------- | ------------ | -------------------------- | -------------------------- | -------------------- | -------------------- | -------------------- | -------------------- | -------------------- | -------------------- |
| Леон Йомбе | 100 метров   | 10,8                       | 5                          | Завершил выступления | Завершил выступления | Завершил выступления | Завершил выступления | Завершил выступления | Завершил выступления |

| Спортсмен   | Дисциплина      | Квалификация | Квалификация | Финал     | Финал |
| Спортсмен   | Дисциплина      | Результат    | Место        | Результат | Место |
| ----------- | --------------- | ------------ | ------------ | --------- | ----- |
| Анри Эленде | прыжок в высоту | 2.06         | 1 Q          | 1.90      | 20    |